# Générateur bêtavoltaïque
Un générateur bêtavoltaïque est un générateur électrique encore expérimental, en 2011, qui tire son énergie d'une émission radioactive de particules β−, c'est-à-dire des électrons. Un isotope radioactif de l'hydrogène, le tritium, est une des sources principalement étudiée. Contrairement à la plupart des sources nucléaires, qui utilisent une réaction nucléaire pour générer l'énergie qui sera transformée en électricité (thermoélectrique et ionique), les bêtavoltaïques reposent sur un processus de transformation non-thermique.
Les générateurs bêtavoltaïques ont été imaginés au milieu du siècle dernier. En 2005, un nouveau matériau utilisant des diodes à base de silicium poreux a été proposé pour augmenter leur efficacité. Cette augmentation serait principalement due à l'augmentation de la surface du matériau de capture,,,.

## Description générale
Ce sont des dispositifs expérimentaux produisant très peu de puissance (des nanowatts, c'est-à-dire de l'ordre de 10−9 W) à des coûts de revient encore très élevés et qui n'avaient en 2011 encore aucune application. Leur force électromotrice provient des électrons produits par les réactions de désintégration β−, la puissance électrique fournie étant directement fonction de l'intensité de la désintégration radioactive et de l'énergie de désintégration à l'œuvre dans ces composants : cette force électromotrice est structurellement limitée par la taille réduite de ces composants, qui l'empêche de pouvoir devenir significative, sauf pour des usages de niches.
L'idée, popularisée il y a quelques années par certaines revues et sites Web, que ces générateurs soient principalement destinés aux appareils portatifs, tels que les téléphones mobiles, les ordinateurs portables, voire les pacemakers, demeure prématurée et semble pour l'instant fort peu réaliste : ces appareils utilisent aujourd'hui des batteries ayant une autonomie de l'ordre du jour ou de la semaine au maximum, et qui nécessitent donc d'être régulièrement rechargées, ce qui limite leur portabilité ; l'utilisation d'une pile bêtavoltaïque a été présentée par les promoteurs de cette technologie comme permettant de démultiplier la durée d'utilisation sans rechargement, qui pourrait alors, selon eux, atteindre 30 ans dans le cadre d'une utilisation domestique. Plusieurs avantages potentiels sont mis en avant pour justifier les recherches dans cette direction :
- la transformation nucléaire n'est que très peu exothermique, contrairement aux réactions chimiques des piles classiques ;
- une pile bêtavoltaïque en fin de vie ne contient aucun élément très nocif, contrairement aux métaux lourds ou non-recyclables contenus dans les piles ordinaires[7] ;
- les particules β− utilisées libèrent une faible quantité d'énergie et sont facilement isolées, par rapport aux rayons γ générés par des sources et appareils plus radioactifs, de sorte que ces générateurs, tant qu'ils restent intègres, ne devraient pas émettre d'onde ni de particule dangereuse.

Tout générateur bêtavoltaïque tend cependant à subir des dégradations internes dues au rayonnement β−, ce qui en diminue progressivement le rendement, et la source d'énergie elle-même se tarit au fur et à mesure de sa désintégration (tritium ou Nickel-63 par exemple).